# Patrick Murphy (Schwimmer)

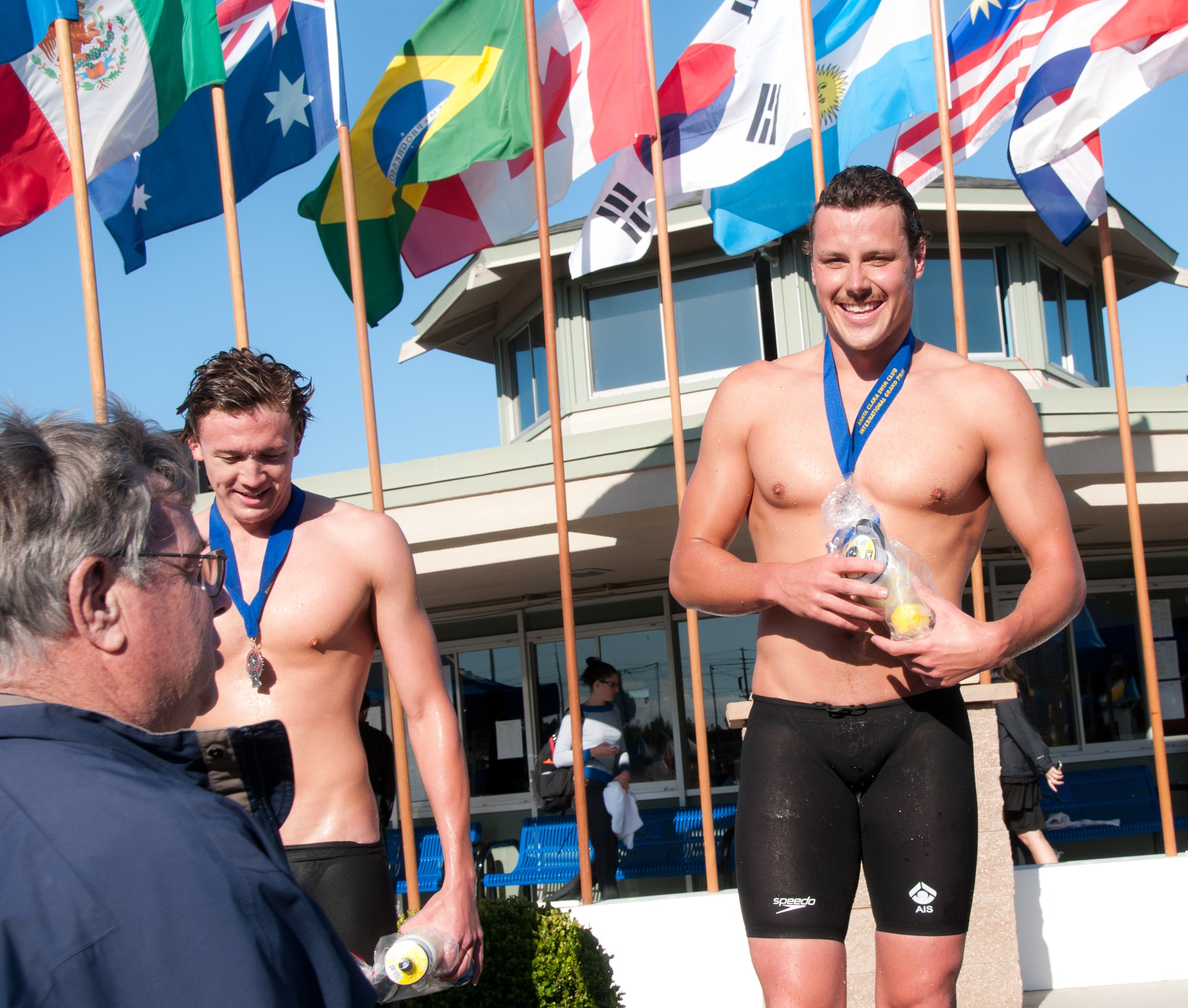
Patrick Murphy 2010 in Santa Clara

Patrick Murphy (* 22. Februar 1984 in Albury, New South Wales) ist ein ehemaliger australischer Schwimmer. Er erhielt 2008 zwei olympische Bronzemedaillen und bei Weltmeisterschaften auf der 50-Meter-Bahn eine Silbermedaille und drei Bronzemedaillen.

## Sportliche Karriere
Der 1,90 Meter große Patrick Murphy schwamm für MLC und Vicentre in Melbourne. 2003 nahm er an der Universiade in Daegu teil. Er wurde Fünfter über 200 Meter Rücken und gewann die Silbermedaille mit der 4-mal-100-Meter-Freistilstaffel. Bei den Olympischen Spielen 2004 in Athen wurde Murphy 18. in den Vorläufen über 200 Meter Rücken und verpasste das Halbfinale um 0,08 Sekunden.
2005 bei den Weltmeisterschaften in Montreal gewann die 4-mal-100-Meter-Freistilstaffel mit Michael Klim, Andrew Mewing, Leith Brodie und Patrick Murphy die Bronzemedaille hinter den Staffeln aus den Vereinigten Staaten und aus Kanada. Die 4-mal-200-Meter-Freistilstaffel mit Nicholas Sprenger, Adam Lucas, Brendon Hughes und Andrew Mewing erreichte das Finale mit der viertschnellsten Zeit. Im Finale konnten sich Nicholas Sprenger, Patrick Murphy, Andrew Mewing und Grant Hackett gegenüber der Vorlaufstaffel um fast sechs Sekunden verbessern und wurden Dritte hinter Team USA und den Kanadiern. Bei seinem Einzelstart über 200 Meter Rücken schied Murphy als 16. im Halbfinale aus.
Zwei Jahre später bei den Weltmeisterschaften in Melbourne schwamm Murphy im Vorlauf der 4-mal-100-Meter-Freistilstaffel, beim fünften Platz im Endlauf war er nicht dabei. Über 200 Meter Freistil schied Murphy als 13. im Halbfinale aus. In der 4-mal-200-Meter-Freistilstaffel erreichten Kenrick Monk, Andrew Mewing, Grant Brits und Nick Ffrost das Finale als zweitschnellste Staffel. Im Endlauf schwamm das Quartett aus den Vereinigten Staaten Weltrekord, mit fast sieben Sekunden Rückstand wurden Patrick Murphy, Andrew Mewing, Grant Brits und Kenrick Monk Zweite vor den Kanadiern.
Bei den Olympischen Spielen 2008 in Peking wurde zunächst die 4-mal-100-Meter-Freistilstaffel ausgetragen. Andrew Lauterstein, Leith Brodie, Patrick Murphy und Matt Targett erreichten die drittschnellste Vorlaufzeit. Im Finale schwammen Eamon Sullivan, Andrew Lauterstein, Ashley Callus und Matt Targett auf den dritten Platz hinter USA und Frankreich. Brodie und Murphy erhielten eine Bronzemedaille für ihren Einsatz im Vorlauf. Am Tag nach dem Finale in der kurzen Freistilstaffel waren die Vorläufe der 4-mal-200-Meter-Freistilstaffel angesetzt. Nick Ffrost, Grant Brits, Kirk Palmer und Leith Brodie erreichten den Finaleinzug mit der fünftschnellsten Vorlaufzeit. Im Endlauf schwammen Patrick Murphy, Grant Hackett, Grant Brits und Nick Ffrost über drei Sekunden schneller als ihre Kollegen im Vorlauf und wurden Dritte hinter dem US-Quartett und den Russen.
Im Jahr darauf bei den Weltmeisterschaften in Rom schied Murphy im Halbfinale über 200 Meter Freistil aus. Die 4-mal-200-Meter-Freistilstaffel erreichte das Finale mit der drittbesten Vorlaufzeit in der Besetzung Nick Ffrost, Bobby Hurley, Kirk Palmer und Tommaso D’Orsogna. Im Endlauf schwammen Kenrick Monk, Bobby Hurley, Tommaso D’Orsogna und Patrick Murphy in 7:01,65 Minuten neuen Ozeanienrekord und wurden Dritte hinter den Staffeln aus den Vereinigten Staaten und den Russen. 2010 nahm Murphy an den Kurzbahnweltmeisterschaften in Dubai teil und belegte den fünften Platz mit der 4-mal-200-Meter-Freistilstaffel.